# ستيوارت كيربي
ستيوارت كيربي (بالإنجليزية: Stuart Kirby)‏ هو مهندس أمريكي، ولد في 9 مايو 1981 في بولينغ غرين في الولايات المتحدة.

## وصلات خارجية
- الموقع الرسمي
- ستيوارت كيربي على موقع Racing-Reference.info (الإنجليزية)